# Rivière du Sept
La Rivière du Sept est un affluent de la rivière Machiche, coulant sur la rive nord du fleuve Saint-Laurent, dans les municipalités de Saint-Boniface et de Saint-Étienne-des-Grès, dans la municipalité régionale de comté (MRC) de Maskinongé (MRC), dans la région administrative de la Mauricie, au Québec, au Canada.
Le cours de la rivière du Sept descend généralement vers le sud, en zone forestière et agricole, en contournant le village de Saint-Boniface du côté ouest.

## Géographie
La rivière du Sept prend sa source à l’embouchure d’un petit lac sans nom (altitude : 178 km). Cette embouchure se situe à :
- 3,7 km au nord-ouest du centre du village de Saint-Boniface ;
- 5,4 km à l’ouest de la rivière Saint-Maurice ;
- 4,5 km à l’ouest de l’autoroute 55.

À partir de sa source, la rivière du Sept coule sur 10,1 km, selon les segments suivants :
- 4,2 km vers le sud dans Saint-Boniface, jusqu’au chemin ferroviaire ;
- 1,9 km vers le sud en passant du côté ouest du village de Saint-Boniface, jusqu’au pont du boulevard Trudel Ouest (route 153) ;
- 1,4 km vers le sud-est, jusqu’au pont du chemin du lac ;
- 1,5 km vers le sud, jusqu’à la limite de Saint-Étienne-des-Grès ;
- 1,1 km vers le sud, en serpentant jusqu’à sa confluence[2].

La Rivière du Sept se déverse dans un coude de rivière sur la rive est de la rivière Machiche dans Saint-Étienne-des-Grès. La confluence de la rivière du Sept est située à :
- 4,5 km au sud du centre du village de Saint-Boniface ;
- 4,1 km à l'ouest du cours de la rivière Saint-Maurice.

## Toponymie
Le toponyme rivière du Sept a été officialisé le 6 mars 1975 à la Commission de toponymie du Québec.